# Hemimysis margalefi
Hemimysis margalefi är en kräftdjursart som beskrevs av Alcaraz, Riera och Gili 1986. Hemimysis margalefi ingår i släktet Hemimysis och familjen Mysidae. Inga underarter finns listade i Catalogue of Life.